# Nationalité française

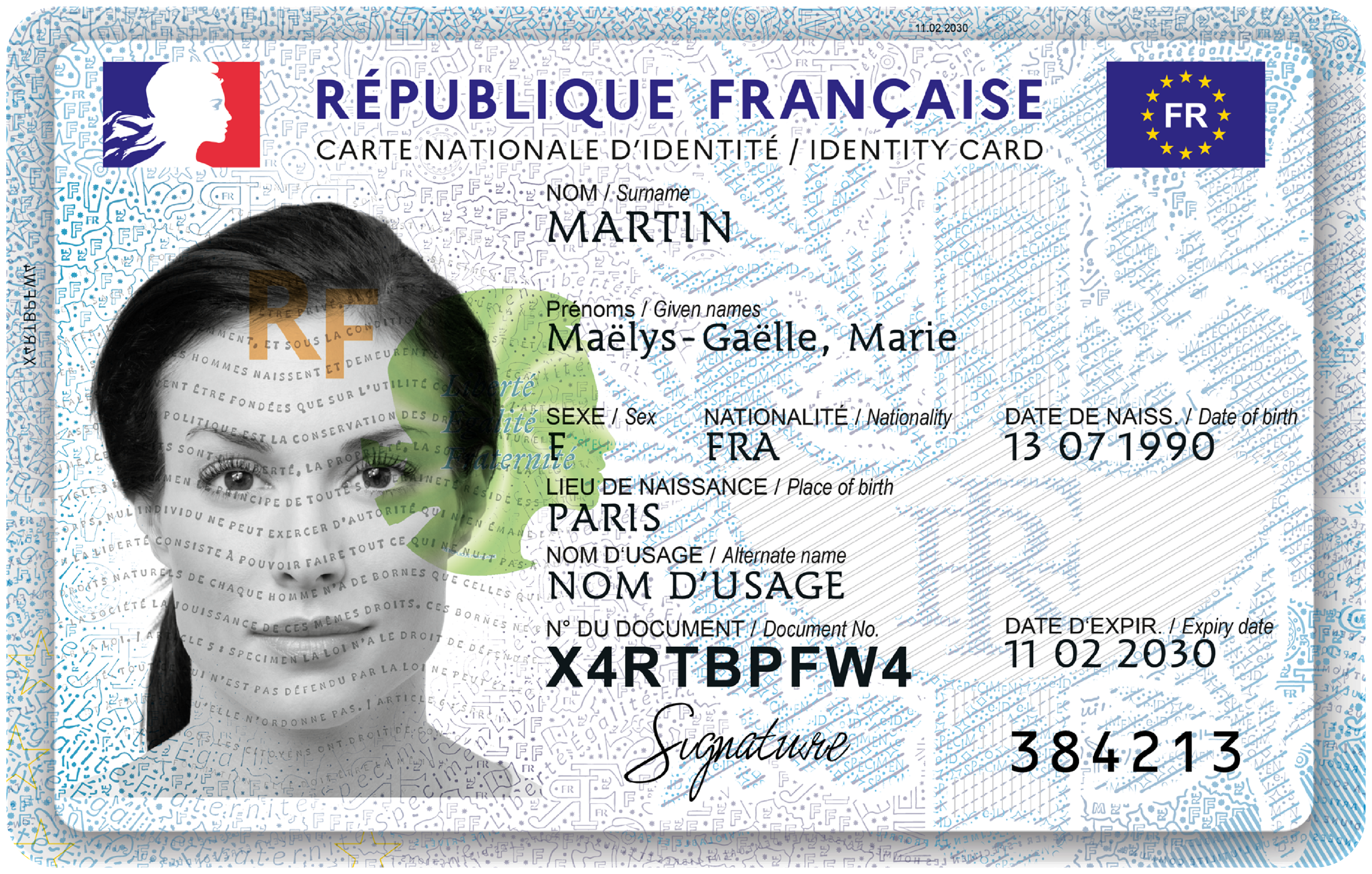
Carte d'identité française depuis mars 2021.

Passeport français.

La nationalité française, aussi appelée citoyenneté française, est un attribut juridique de la personne dont les titulaires sont régis par le Code civil pour leurs droits civils et par la Constitution de la République française et particulièrement son Préambule (Déclaration de 1789 des droits du citoyen) pour les droits civiques ou politiques. La notion de nationalité française est liée à celle de citoyenneté française.
Un certain nombre de normes, de coutumes ou d'usages, souvent appelés culturels, qui participent de la nationalité française, ne sont pas toujours explicitement formulés dans le droit positif, comme le fait de parler la langue française, introduit seulement en 1992 dans l'article 2 de la Constitution française du 4 octobre 1958.
On parle de nationalité française, non seulement pour les individus, mais aussi pour les personnes morales (associations, entreprises) qui relèvent des juridictions françaises et sont régies par le droit français du fait de leurs statuts, de la nationalité du greffe où elles sont immatriculées et de leur domiciliation, ainsi que pour certains moyens de transport (navires, avions, etc.) du fait de leur immatriculation.
La nationalité française soumet les personnes physiques ou morales la possédant aux droits, usages et obligations qui lui sont attachées.
Il n'existe pas de nationalité européenne, mais la nationalité française confère à ses titulaires la qualité de citoyen de l'Union européenne, appelée citoyenneté européenne, leur conférant le droit d'être électeurs et éligibles dans tous les pays de l'Union au Parlement européen et d'être candidat aux postes de fonctionnaires ou magistrats de l'Union européenne.

## Historique

### Avant la France
Au Bas-Empire romain, avec les Grandes invasions, la question de la nationalité s'est posée à toutes les juridictions ayant eu à connaître des causes qui impliquent des personnes de diverses origines qui déclinent le droit romain et se réclament de leur propre droit.
Depuis la période gauloise, la notion d'appartenance à un État n'avait pas vraiment de sens pour ceux n'ayant pas de lien politique avec lui comme les chefs ou les seigneurs : on s'identifiait à sa tribu, à son pays et le Français du haut Moyen Âge sera de son village, à la limite de sa région. On suit la condition de ses parents et pour les femmes celle du mari. Étranger désigne celui qui n'est pas du pays. Il peut cependant s'y établir et être naturalisé en se recommandant à un seigneur pour devenir son sujet. Ce que l'on appelle la nationalité n'est alors pas une qualité individuelle mais collective ou communautaire : l'individu doit s'affilier à une communauté qui lui donne sa nationalité, c'est-à-dire son statut personnel civil.
Les vrais étrangers, ceux venant en groupes de pays étrangers à la France et ne relevant donc pas d'une coutume locale, dépendent directement des services du roi considéré comme leur seigneur et leur reconnaissant un statut avec des représentants, des juridictions (ce statut peut être général, statut des aubains, ou particulier comme pour certaines communautés de migrants étrangers ou des Juifs auxquels est accordée l'hospitalité).
Les seuls textes régissant les rapports entre Gallo-Romains et Francs sont des lois égalitaires adoptées vers 510[réf. souhaitée].

### L'Ancien Régime
Sous l'Ancien Régime, l'expression « nationalité française » n'existait pas et on désignait par l'épithète régnicole tous ceux qui étaient sujets politiques du roi de France, par opposition à deux appellations : celle du droit d'aubaine, relevant d'un autre ban, c'est-à-dire d'un autre  droit et d'une autre justice que celles de la couronne de France, et celle d'étranger (« alter-gens »), appartenant à un autre peuple. Ainsi, avant la Révolution française, le mot « nation » ne désignait pas encore l'État français mais tous ceux qui, dans des institutions internationales, parlaient la même langue.
C'est par la jurisprudence sur la question du « vice de pérégrinité », c'est-à-dire l'impossibilité où est un étranger dont la condition civile n'est, par définition, pas réglée par les statuts et coutumes de France, que la naissance en France de parents étrangers permet de bénéficier du droit de leur succéder (la pratique de l'exclusion des étrangers de ces droits connaîtra cependant un ralentissement au XVIIIe siècle). Par un arrêt du Parlement de Paris en date du 23 février 1515, n'est désormais plus considéré comme aubain tout enfant né de parents légitimes étrangers sur le sol de France, à condition d'y avoir toujours résidé jusqu'au moment de l'ouverture de leur succession. Le 7 septembre 1576, le Parlement de Paris prend un arrêt solennel, l'arrêt Mabile, qui reconnaît comme française une fille née en Angleterre de deux parents français. Ces deux arrêts illustrent la combinaison de droit du sol et de droit du sang qui caractérise le droit moderne français de la nationalité.
On peut accorder depuis longtemps déjà la nationalité française à des étrangers. Depuis au moins le règne de François Ier, ces naturalisations (reconnaissance de « naturalité ») sont une prérogative royale, sous forme de lettres patentes (publiques) comme tout ce qui touche au changement de la condition des personnes. Entre 1660 et 1789, une étude fait état de 6 000 lettres patentes accordées.

### De la Révolution française à 1940

#### La Révolution française et la nationalité
À partir de la Révolution française, les règles concernant la nationalité sont définies par les Constitutions successives, même si celles-ci ne parlent explicitement que de la citoyenneté.
On peut noter cinq étapes importantes : un décret du 30 avril 1790 ; la Constitution de septembre 1791 ; la Constitution d'août 1793, dont les dispositions de droit civil restent valables jusqu'au 22 septembre 1795 malgré sa suspension en octobre 1793 ; la Constitution de septembre 1795 ; la Constitution de décembre 1799 (An VIII).
D'une façon générale, la nationalité française continue de reposer à cette époque sur la naissance et la résidence en France, comme l'indique par exemple l'article 2 de la Constitution de l'an VIII : « Tout homme né et résidant en France qui âgé de vingt et un ans s'est fait inscrire sur le registre civique de son arrondissement, et qui a demeuré depuis pendant un an sur le territoire de la République, est citoyen français ».

##### Naturalisations sous la Révolution
À la différence de l'Ancien Régime, l'accès à la qualité de Français n'est plus soumis à l'autorité de l'État : il suffit que les conditions exigées a priori soient remplies. Certains des textes cités ne laissent pas la liberté du choix aux intéressés.
Ainsi, le décret d'avril 1790 indique que les étrangers « seront réputés Français et admis, en prêtant le serment civique, à l’exercice des droits de citoyen actif après cinq ans de domicile continu dans le royaume, s’ils ont, en outre, ou acquis des immeubles ou épousé une Française, ou formé un établissement de commerce ou reçu dans quelque ville des lettres de bourgeoisie ». Ce décret implique une naturalisation automatique des personnes remplissant les conditions ; le serment civique ne concerne que l'accès à la citoyenneté active.
Défendant une conception subjective de la nationalité, l'Assemblée nationale vote, en août 1792, un décret conférant le titre de citoyen français à des personnalités étrangères s'étant distinguées pour leur apport à la liberté et à la lutte contre le despotisme. L'historien et politiste Patrick Weil considère à ce titre l'époque révolutionnaire comme celle de la multiplicité de définitions de la nationalité et d'une réflexion importante sur le concept de citoyenneté.
La Constitution de 1791 reprend le décret de 1790, mais la naturalisation n'est plus imposée : le serment civique est une condition nécessaire ; l'automaticité est rétablie en 1793, puis supprimée en 1795.
Le Code civil introduit une nouveauté radicale en ce qui concerne le fondement de la nationalité (qui après 1803 ne relève plus de la Constitution) ; en revanche, il ne change pas les règles de naturalisation.

#### La nationalité dans le Code Napoléon (1804)
En 1804, c'est avec l'unification du droit civil dans le Code civil français qu'on peut véritablement parler d'une « nationalité française ». Après les lois de naturalisation automatique de 1790 pour tous les étrangers ayant au moins cinq années de résidence en France, le code Napoléon impose la notion moderne de nationalité à la France, mais également au reste de l'Europe.
« En rupture avec la tradition » et contre le souhait de Napoléon Bonaparte lui-même (qui voulait que toute personne d'origine étrangère avec une éducation française soit français),, le code civil donne la primauté à la filiation. La nationalité est désormais un attribut de la personne qui se transmet par filiation paternelle et ne dépend plus du lieu de résidence.
L'article 18 dispose qu'une femme française épousant un étranger perd la qualité de Française et prend la nationalité de l'époux (disposition valable jusqu'en 1927, par exemple : les mères d'Émile Zola, de François Cavanna, de Jean Ferrat).
Le Code civil conserve toutefois un élément de droit du sol : l'enfant né en France de parents étrangers peut obtenir la qualité de Français en la demandant dans l'année qui suit sa majorité (article 9 du Code Napoléon). Cette possibilité sera peu utilisée, mais on peut citer l'exemple d’Émile Zola en 1861.
Le Code Napoléon ne contient pas de dispositions sur la naturalisation, car celle-ci ne relève pas du droit civil. En revanche, il établit un statut de domicilié (ou « admis à domicile » qui est intermédiaire entre ceux d'étranger et de citoyen français).

#### Les modifications de la législation jusqu'en 1889

##### Les naturalisations
Après la révolution de 1848, le  gouvernement provisoire publie le 28 mars 1848 un décret autorisant la naturalisation de tous les étrangers résidant en France depuis au moins cinq ans, mais l'année suivante, le premier gouvernement de Louis Napoléon Bonaparte remet en place le système des « admissions à domicile », toujours aussi coûteux.[réf. nécessaire] La loi du 3 décembre 1849 opère un retour en arrière, la durée de résidence en France obligatoire revient à 10 ans. En 1867 (dès 1865 dans les départements français d'Algérie), le nombre d'années de résidence obligatoire pour pouvoir entamer une procédure de naturalisation est ramené de cinq ans à trois ans.
Nationalité et conscription
Dès 1818, est évoqué un problème lié aux dispositions du Code civil : les étrangers nés en France pouvant rester indéfiniment étrangers sont légalement exempts de la conscription, ce qui semble constituer un avantage par rapport aux Français. Ce problème sera évoqué à plusieurs reprises au cours du XIXe siècle, et deviendra aigu lorsque le service militaire deviendra effectivement obligatoire pour tous les Français.
Le 7 février 1851, une loi renforce le droit du sol
Par la loi du 7 février 1851, les enfants nés en France de père étranger lui-même né en France deviennent français à la majorité, mais ils conservent le droit de « décliner la qualité de Français » (de la refuser). Cette loi ne change pas grand-chose en pratique, puisque dans la majorité des cas, les intéressés optent pour la nationalité étrangère ; en 1874, on restreint cette possibilité en réclamant la production d'une attestation officielle de possession de la nationalité en question. Après cela, la moitié du contingent concerné parvient encore à échapper à la conscription. Ce phénomène touche particulièrement les régions frontalières : par exemple, en 1891, le Nord compte la plus forte proportion d'étrangers, dont la moitié sont pourtant nés en France.

#### La loi de 1889 et ses suites
Les origines de la loi de 1889
Les années 1880 sont marquées à la fois par la consolidation du régime républicain, par une crise économique grave à partir de 1882, par la tension avec l'Allemagne et par la montée du nationalisme. Un certain nombre de projets de loi concernent le statut des étrangers ; ils débouchent en 1889 sur une loi que l'on peut considérer comme le premier « Code de la nationalité », puisqu'elle concerne à la fois l'acquisition de la qualité de Français et la naturalisation. Elle opère aussi un changement essentiel par rapport au Code civil, puisqu'elle introduit un droit du sol contraignant pour une partie des étrangers nés en France.
La loi du 26 juin 1889
La loi du 26 juin 1889 impose la nationalité française à la naissance à toute personne née en France dont un parent est également né en France (c'est le « double droit du sol »). L'enfant né en France d'un père étranger né à l'étranger devient français à sa majorité, mais peut décliner la qualité de Français ; il peut aussi devenir français avant sa majorité par déclaration. La loi de 1889 supprime par ailleurs les « admissions à domicile » ; les étrangers sont désormais invités à une simple déclaration de leur domicile en mairie.
Réactions à l'étranger
En 1913, est promulguée en Allemagne la loi Delbrück dont l'article 26, alinéa 2, énonce : « Ne perd pas sa nationalité l’Allemand qui, avant l’acquisition d’une nationalité étrangère, aura obtenu sur sa demande, de l’autorité compétente de son État d’origine, l’autorisation écrite de conserver sa nationalité ». Cette loi entre en vigueur le 1er janvier 1914. Elle vient s'ajouter au lourd contentieux franco-allemand, alors que la France compte un nombre non négligeable d'immigrés de ce pays ou de cette origine. L'Action française et Léon Daudet engagent une campagne de presse à son sujet, autour du thème récurrent depuis la guerre de 1870 de « l'espion allemand ».

#### La Première Guerre mondiale

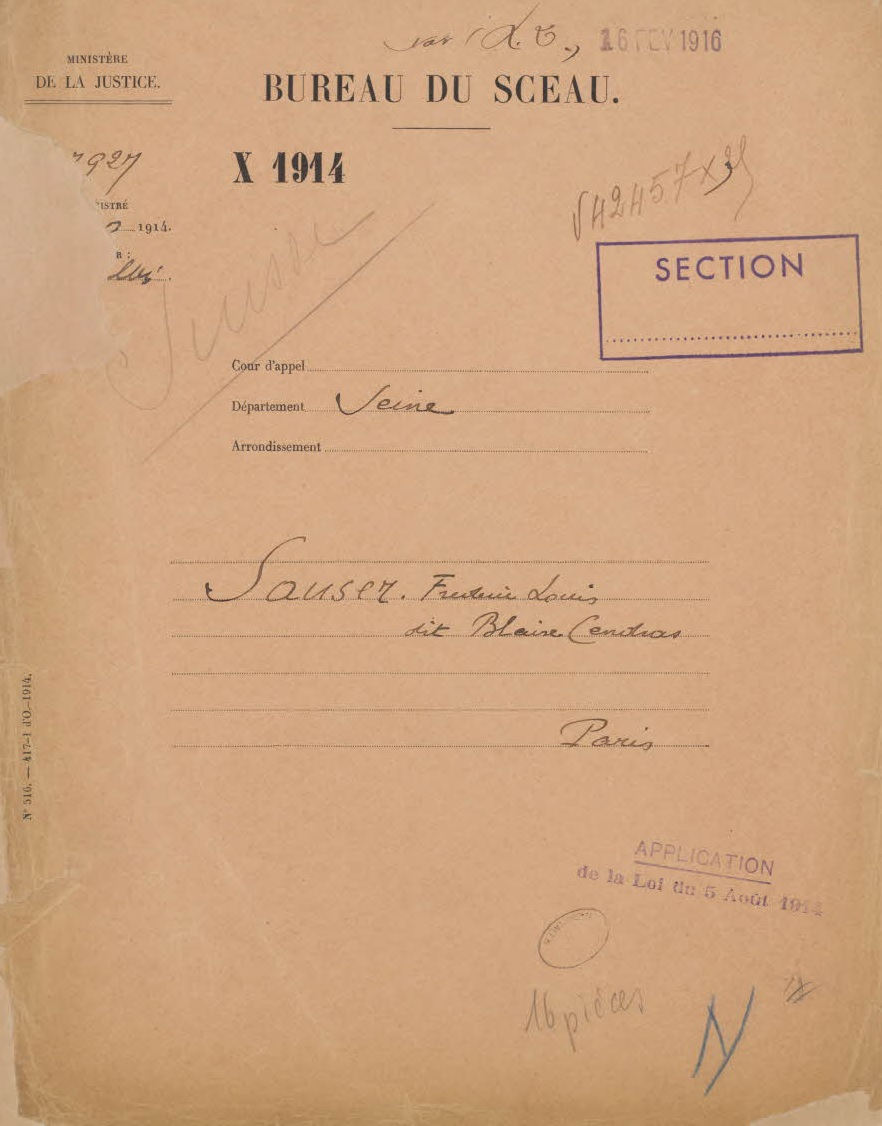
Dossier de naturalisation de Fréderic Louis Sauser, dit Blaise Cendrars, en application de la loi sur la naturalisation des étrangers, votée le 4 août 1914. Archives nationales.

La guerre occasionne un certain nombre de changements dans les questions relatives aux étrangers immigrés, dont le nombre augmente considérablement, la France devant faire appel à la main d'œuvre étrangère de façon systématique (ainsi qu'à des travailleurs coloniaux).
Le 2 août 1914, jour de la déclaration de guerre à l'Allemagne, est instauré le permis de séjour pour tous les étrangers ; le 3 août, on rétablit les passeports (avec visa) pour entrer en France. À la suite des contrôles subséquents, à la fin de 1914, 45 000 étrangers se trouvent internés dans des camps. À partir de 1916, les étrangers doivent tous être porteurs d'une carte d'identité.
D'autres mesures concernent les naturalisés originaires des pays en guerre contre la France. La loi du 7 avril 1915 (complétée le 18 juin 1917) décide la révision et la possibilité de révocation de toutes les naturalisations de ce type et de toutes les naturalisations postérieures au 1er janvier 1913. Sur 25 000 révisions, 549 aboutissent à une déchéance de nationalité française et environ 8 000 à un internement.

#### La loi de 1927 et ses suites
Malgré la saignée démographique de la Première Guerre mondiale, les députés français attendent la  loi du 10 août 1927 pour adopter une loi d'assouplissement des naturalisations. La durée de résidence pour demander la naturalisation est réduite à trois ans et dispose surtout que les enfants nés d’une mère française et d’un père étranger sont Français. De 1927 à 1938, le nombre des naturalisations s’élève à 38 000 par an en moyenne, jusqu’à atteindre 81 000 en 1938.
Le débat qui s'ouvre à cette époque n'est pas propre à la France mais implique au contraire une influence étrangère majeure : les théories racistes issues d'une certaine vision du darwinisme. Ces théories clairement racistes qui parviennent à influencer l'adoption de lois des États-Unis à l'Allemagne et du Canada à l'Italie ne touchent pourtant pas la France.
L'immigration atteint des sommets, et le maintien du principe de terre d'accueil est parfois impopulaire en temps de crise ; c'est le cas dans les années 1930 où les réfugiés fuyant les régimes communistes ou autres, sont perçus comme un facteur d'aggravation du chômage qui sévit depuis la crise de 1929. Des lois de préférence nationale sont alors adoptées, Loi du 10 août 1932 établissant des quotas, ou celle du 21 avril 1933 réservant la pratique de la profession de médecin aux Français. Le même type de mesure est pris pour les avocats l'année suivante.
Malgré ces réactions corporatistes, la France reste tout de même une terre d'accueil et à l'approche de la guerre, dès le 12 avril 1939, un décret-loi invite les étrangers à rejoindre l'armée française, naturalisation à la clé. En outre, tous les bénéficiaires de l'asile politique sont soumis à la conscription. On bat à cette époque tous les records en matière de naturalisation, notamment en raison du ralliement de nombreux réfugiés d'Espagne et de pays d'Europe centrale bouleversés par les révolutions et la guerre, mais surtout du flot d'Italiens qui représente près de 60 % de ces naturalisés de la vague 1939-1940.

### La nationalité française sous le régime de Vichy
À la suite de la loi du 22 juillet 1940, Alibert, ministre de la Justice, crée une commission de révision des naturalisations prononcées depuis 1927. Près d'un million de personnes sont visées par la loi. 15 000 personnes, dont 40 % de Juifs, sont déchues de leur nationalité. La loi du 23 juillet 1940 déchoit de leur nationalité tous les Français ayant quitté le territoire national sans l'autorisation du gouvernement. C'est une reprise d'une loi nazie adoptée en Allemagne dès 1933. Elle vise surtout à punir symboliquement ceux qui ont rejoint de Gaulle. En revanche, Vichy met en place un système de dénaturalisation afin de « rectifier les erreurs du passé ».
Deux écoles dominent alors les débats dans les couloirs de Vichy : les « restrictionnistes » et les « racistes ». Entre 1940 et 1944, les débats sont vifs sur ces questions, et le bureau du sceau du ministère de la Justice repousse par exemple le 22 avril 1941 la mise en application du système de tri raciste rappelant que cela ne correspondait en rien à la tradition française en matière d'immigration mais aussi d'approche de l'individu. En effet, en pleine occupation nazie, le ministère de la Justice du gouvernement de Vichy produit un réquisitoire contre la pertinence du modèle raciste. Le Commissariat général aux questions juives qui voit le jour le 29 mars 1941 revient à la charge sur ces thèmes et propose notamment de ne plus naturaliser les étrangers de confession israélite. Le ministère répond par la négative à ces demandes, et le Commissariat n'insiste pas[réf. souhaitée].
C'est le ministère des Affaires étrangères qui transmet finalement l'ordre au ministère de la Justice de procéder à des aménagements visant à ne pas accorder la nationalité française aux enfants juifs nés en France de parents étrangers. Le ministère de la Justice refuse cette dernière demande mais concède à restreindre les droits à la naturalisation pour les étrangers de la première génération, nés à l'étranger. Mais le ministère de la Justice profite des remaniements ministériels pour faire traîner les choses jusqu'au 15 août 1943, date du vote de la nouvelle loi sur la nationalité. C'est une loi clairement « restrictionniste » mais qui préserve les droits de la deuxième génération, née en France[réf. souhaitée].
Si les Juifs étrangers (y compris à la suite des dénaturalisations) sont en principe seuls visés par les mesures de contrôle, d'internement ou d'assignation à résidence dans des hôtels ou dans des camps, les différentes lois sur le statut des Juifs excluent les Français considérés comme juifs de la haute fonction publique et de plusieurs professions, notamment l'enseignement, le barreau, la presse, la médecine.
Ainsi, la loi du 16 août 1940 réserve l'exercice de la médecine aux praticiens français nés de père français, prolongeant la loi du 21 avril 1933
L'abrogation des lois de Vichy par la France libre se fait au rythme de la reconquête, dès 1943 en Afrique du Nord et en Corse, en 1944 dans l'Hexagone. Le nouveau code de la nationalité est adopté en 1945 et prévoit notamment que la femme peut désormais transmettre la nationalité française. La naturalisation est réformée : on repasse de trois à cinq ans de résidence minimum avant d'entamer une procédure, mais on facilite les démarches après.

### L'après-guerre
Le code de la nationalité adopté en 1945 est tout à fait libéral ce qui s'explique en partie par la volonté de rompre avec les pratiques et l'idéologie de Vichy. Est alors créé en 1945 l'Office national de l'immigration auprès du ministère du Travail. Pourtant les années 1945-1955 voient une stagnation de l'immigration et même une baisse de la proportion d'étrangers en France (autour de 4 % en 1955).

### Cas particuliers

#### Cas de l'Algérie française
Après la Conquête de l'Algérie en 1830, la France annexe les territoires conquis par l’ordonnance du 22 juillet 1834. Lors de la conquête, les habitants suivent le statut de leur territoire. En 1862, la cour d'Alger estime que « tout regnicole du pays conquis revêt par le seul fait de l’annexion la nationalité du pays au profit duquel l’annexion est faite ». Cependant, le sénatus-consulte du 14 juillet 1865 créé un nouveau statut, l'« indigène », musulman ou israëlite, qu'Yerri Urban qualifie de « troisième catégorie du droit de la nationalité ». Le  sénatus-consulte  affirme que « tout individu indigène est français » et peut « jouir des droits de citoyen français » à condition de renoncer à  son statut civil local. Ce texte permet ainsi à tout étranger, européen ou indigène (musulman ou israélite), la possibilité de se faire naturaliser à titre individuel. Par le décret Crémieux du 24 octobre 1870, la pleine nationalité française est attribuée à tous les « indigènes israélites » (Juifs d'Algérie). La loi du 26 juin 1889 permet la naturalisation des étrangers installés en Algérie. Les « indigènes musulmans » ne sont pas concernés et restent soumis au sénatus-consulte du 14 juillet 1865  qui leur permet d’accéder à la pleine citoyenneté à titre individuel par décret, à condition de renoncer à leur « statut personnel musulman »  au profit du statut de droit commun régi par le code civil. En 1936, le projet Blum-Viollette propose d’admettre dans la citoyenneté, à titre individuel et sans renonciation à leur statut personnel de « droit musulman », environ 25 000 à 30 000 indigènes appartenant à certaines catégories. Le projet est finalement suspendu. Un des arguments des détracteurs de ce projet étant qu'accorder le droit de citoyen aux indigènes musulmans sans qu'ils renoncent à leur statut personnel musulman « serait créer une catégorie de citoyens privilégiés qui seraient appelés à légiférer et à participer à des lois qui ne leur seraient pas applicables ».
Le statut juridique des « indigènes musulmans d'Algérie » connait ses premières avancées vers la fin de la Seconde Guerre mondiale avec l’ordonnance du 7 mars 1944 relative au statut des Français musulmans d'Algérie, qui reprend les dispositions du projet  Blum-Viollette, et dont l’article premier stipule que : « Les Français musulmans d'Algérie jouissent de tous les droits et sont soumis à tous les devoirs des Français non musulmans ». La loi Lamine Guèye du 25 avril 1946 reprend cette nouvelle conception de la citoyenneté indépendante du statut civil qui acquiert ensuite valeur constitutionnelle en vertu de l’article 80 de la Constitution de 1946. La loi du 20 septembre 1947 portant statut organique de l'Algérie applique ce principe, l'article 2 stipulant que  « Tous les ressortissants de nationalité française des départements d'Algérie jouissent, sans distinction d'origine, de race, de langue, ni de religion, des droits attachés à la qualité de citoyen français et sont soumis aux mêmes obligations ». Les « Algériens musulmans » deviennent ainsi juridiquement des citoyens, conservant leur statut civil personnel, appelés d'abord par l'administration « Français musulmans d'Algérie (FMA) » puis,  à partir de la directive du 21 février 1958, « Français de souche nord-africaine (FSNA) ». Toutefois en Algérie, les électeurs votent dans deux collèges différents jusqu'en 1958,, et le vote des femmes musulmanes, expressément prévu au statut de 1947, est différé jusqu'en 1958. En métropole, cependant, les Algériens bénéficient des mêmes droits que les métropolitains. Ils deviennent des migrants régionaux comme les Bretons et les Corses, avec les mêmes droits et devoirs que les autres citoyens français. L'article 3 de la loi de 1947 précise « Quand les Français musulmans résident en France métropolitaine, ils y jouissent de tous les droits attachés à la qualité de citoyens français et sont donc soumis aux mêmes obligations ».
Après l'indépendance de l'Algérie en 1962, les Algériens de « statut civil de droit local », ou « musulman », en France sont considérés comme des « réfugiés » et non des « rapatriés » comme ceux de « statut civil de droit commun »,. L'ordonnance du 21 juillet 1962 retire ainsi la nationalité française à tous les Français musulmans de statut civil de droit local, y compris aux Harkis, sauf à souscrire une « déclaration récognitive de nationalité » en France avant le 22 mars 1967. Ensuite, ils doivent utiliser la procédure de « réintégration », très proche de la naturalisation par décret.  La loi n°73-42 du 9 janvier 1973 prévoit une procédure simplifiée de réintégration dans la nationalité française par déclaration. La loi n°93-933 du 22 juillet 1993 met fin à cette procédure.

#### Cas de Mayotte
Dans le prolongement du mouvement social de 2018 à Mayotte, le sénateur LREM Thani Mohamed Soilihi fait adopter le 26 juin 2018 deux amendements dans le cadre du projet de loi « pour une immigration maîtrisée, un droit d'asile effectif et une intégration réussie » présenté par le ministre de l'intérieur Gérard Collomb. Pour être naturalisé, l’un au moins des deux parents d’un enfant né sur l’île doit résider de manière régulière sur le territoire depuis plus de trois mois au jour de la naissance. Le Conseil d’État a donné un avis favorable à la mesure au titre de l’article 73 de la Constitution, qui laisse une certaine latitude aux législations des collectivités locales d’outre-mer. Cette mesure est par contre dénoncée par l'historien et politologue Patrick Weil qui considère qu'elle est contraire à la jurisprudence du Conseil constitutionnel (décision du 20 juillet 1993 rappelant que toute restriction au droit du sol ne pouvait concerner qu’un territoire anciennement français, devenu indépendant). Le président de la République Emmanuel Macron apporte son soutien à la mesure.

#### Cas de la Légion étrangère
D'ordre symbolique, les soldats de la Légion étrangère, qui par définition peuvent être de nationalité étrangère, peuvent devenir Français, non pas par le sang reçu mais par le sang versé.
Sur le plan du droit, la nationalité peut être attribuée par d'autres ministères :
- sur demande du ministère de la défense, à des militaires étrangers ayant servi dans l’armée française en temps de guerre[40] ;
- sur proposition du ministre des affaires étrangères, à des personnes francophones de nationalité étrangère qui en font la demande et qui contribuent par leur action émérite au rayonnement de la France et à la prospérité de ses relations économiques internationales[40].

## Droit actuel de la nationalité française
En France, les règles de détermination de la nationalité française, contenues dans le Code civil entre 1804 et 1944, puis dans le Code de la nationalité à partir de 1945 ont été réintroduites en  1993 dans le Code civil, dont elles forment le titre Ier bis du livre Ier relatif aux personnes (art. 17 à 33-2). Ces règles ne s'appliquent cependant qu'à défaut de traités ou de conventions internationales spécifiques (art. 17).
Il convient de distinguer l'attribution de la nationalité française d'origine de son acquisition ultérieure.
Sont français d'origine, d'une part, les enfants nés d'au moins un parent français (droit du sang, art. 18), et, d'autre part, ceux nés en France d'au moins un parent né lui-même en France ou en Algérie avant le 3 juillet 1962 (double droit du sol, art. 19-3).
En application de la législation résultant de la loi du 16 mars 1998, on peut distinguer trois modes d'acquisition de la nationalité française : l'acquisition automatique sans formalité ; l'acquisition par déclaration de l'intéressé ; l'acquisition sur décision discrétionnaire de l'autorité publique formalisée dans un décret. 
À côté des procédures d'acquisition, existent des procédures comparables de réintégration dans la nationalité française de personnes qui établissent avoir possédé cette nationalité (par exemple les Algériens nés en Algérie française avant le 3 juillet 1962).

### Nationalité par attribution
Est français, par filiation, l'enfant dont l'un des parents au moins est français. C'est le droit du sang. 
L'enfant de père français et de mère française est français, même s'il naît à l'étranger, depuis 1804. L'enfant de mère française et de père étranger est français, depuis la loi du 10 août 1927 s'il naît en France et depuis 1945 s'il naît à l'étranger.
Est également français l'enfant né en France de parents inconnus, de parents apatrides, de parents étrangers, dans le cas où les lois étrangères de nationalité ne permettent en aucune façon qu'il se voie transmettre la nationalité de l'un ou l'autre de ses parents, ou lorsque l'un de ses parents au moins y est lui-même né.
La dernière disposition ci-dessus, communément appelée « double droit du sol », a été instituée en 1851. La loi de 1851 laissait cependant aux bénéficiaires du double droit du sol la faculté de répudier la nationalité française par déclaration à partir de dix-sept ans et six mois et jusqu'à dix-neuf ans à la condition qu'ils puissent justifier d'une nationalité qu'ils possèdent de l'un de leurs parents par déclaration. Cette faculté a été supprimée par la loi du 26 juin 1889 qui définit ce que Patrick Weil appelle l'usage républicain du droit du sol, (art. 19-3 du Code civil actuel).
L'article 19.3 du Code civil qui consacre ce « double droit du sol » permet à la très grande majorité des « Français par le sang » d'apporter facilement la preuve de leur nationalité qui serait, sans ce moyen, une preuve « diabolique » à établir, car elle exigerait de remonter à l'infini la chaine de la filiation.
Ce principe, qui conjugue le droit du sang et le double droit du sol, n'a pas été modifié depuis 1889.
Jusqu'en 1993, les personnes nées en France d'un parent né dans une colonie étaient françaises par attribution. Cela ne concerne plus que les enfants des personnes nées en Algérie, alors département français, avant son indépendance le 5 juillet 1962. Contrairement au  double droit du sol, le simple droit du sol n'est attributif de la nationalité française que lorsque la naissance sur le territoire français constitue le seul élément susceptible d'être pris en considération pour déterminer la nationalité d'un enfant (ainsi l'article 19 du Code civil attribue la nationalité française à l'enfant né en France de parents inconnus).

### Nationalité par acquisition

#### Acquisition automatique
Les personnes nées en France de parents étrangers obtiennent automatiquement la nationalité française de plein droit au moment de leur accession à la majorité légale, à la seule condition qu'elles résident en France lorsqu'elles atteignent l'âge de dix-huit ans et qu'elles y résident habituellement depuis l'âge de onze ans (pendant une durée minimale de cinq ans). Cette procédure d'obtention de plein droit de la nationalité est en vigueur depuis 1889 (simple droit du sol), avec la seule parenthèse de 1993 (loi Pasqua)-1998 (loi Guigou). La loi laisse toutefois aux bénéficiaires du droit du sol la faculté de décliner la nationalité française entre l'âge de dix-sept ans et demi et dix-neuf ans.

#### Acquisition par déclaration
Certaines personnes peuvent obtenir la nationalité française par déclaration, déclaration qui se fait selon le cas auprès du tribunal de grande instance[Information douteuse], du consulat ou auprès de la plateforme d'accès à la nationalité française dont dépend leur lieu de résidence. Cela concerne principalement des personnes nées en France de parents étrangers et les conjoints étrangers de Français. La nationalité est conférée sur demande si les conditions prévues par la loi sont remplies.
La déclaration de nationalité s'applique principalement :
- aux personnes adoptées (art. 21-12 sq. du Code civil) ;
- aux mineurs étrangers relevant de l'aide sociale à l'enfance, qui doivent faire cette déclaration de nationalité avant obtention de la majorité civile (art. 21-12 sq.) ;
- aux enfants mineurs nés en France de parents étrangers, à partir de l'âge de treize ou seize ans, si, au moment de sa déclaration, ils ont en France leur résidence et s'ils ont eu leur résidence habituelle en France pendant une période continue ou discontinue d'au moins cinq ans, depuis l'âge de onze ans (huit ans si la déclaration est faite entre treize et seize ans) (articles 21-11 du Code civil).
- aux personnes mariées avec un(e) Français(e) (art. 21-2 du Code civil[53]), à condition que la communauté de vie n'ait pas cessé entre les époux et que le conjoint étranger ait une connaissance suffisante de la langue française. La durée minimum du mariage avant de pouvoir déclarer sa qualité de Français est normalement de quatre ans, mais ce délai est porté à cinq ans si le conjoint étranger n'a pas résidé en France pendant au moins trois ans à compter du mariage[54].
- aux personnes ayant joui de la nationalité française par possession d'état depuis plus de dix ans et à ceux ayant perdu la nationalité française en raison des articles 23-6 et 30-3 du Code civil (art. 21-12 sq.).
- aux enfants mineurs de la personne qui acquiert la nationalité (« effet collectif », selon l'article 22-1 du code civil),

Dans le cas d'enfants adoptés, la Cour de cassation considère que la déclaration de nationalité requiert préalablement que les actes d'état civil effectués à l'étranger soient « légalisés » par le consulat français à l'étranger, en vertu d'une ordonnance royale de la marine d'août 1681 prévoyant la légalisation des actes établis par les autorités étrangères, et ce, malgré l'abrogation de celle-ci par l'art. 7 de l'ordonnance no 2006-460. La Cour a aussi admis des actes « légalisés » par le consulat étranger (en l'espèce, consulat de Chine) en France.

#### Acquisition par décret
La nationalité s'obtient par « décret de naturalisation ». La procédure est destinée aux étrangers majeurs, résidant habituellement sur le sol français depuis au moins cinq ans, une durée qui peut être réduite dans certains cas (études dans un établissement français, « services importants rendus à la France »). Depuis la loi du 26 novembre 2003 relative à la maîtrise de l'immigration, au séjour des étrangers en France et à la nationalité, le candidat à la naturalisation voit son « assimilation à la communauté française » évaluée lors d’un entretien individuel. Le décret no 2011-1265 du 11 octobre 2011 a remplacé l'entretien individuel de connaissance de la langue française par la production d'un diplôme d’études en langue française (DELF) de niveau B1. La loi du 26 janvier 2024 pour contrôler l'immigration, améliorer l'intégration dite « loi Darmanin » a relevé le niveau de langue exigé en le portant au niveau B2,. 
Les candidats à la naturalisation de plus de 65 ans sont exemptés de la production de ce diplôme. Depuis 2011, l'article 21-24 du Code civil prévoit que « Nul ne peut être naturalisé s'il ne justifie de son assimilation à la communauté française, notamment par une connaissance suffisante, selon sa condition, de la langue, de l'histoire, de la culture et de la société françaises, dont le niveau et les modalités d'évaluation sont fixés par décret en Conseil d'État, et des droits et devoirs conférés par la nationalité française ainsi que par l'adhésion aux principes et aux valeurs essentiels de la République. 
À l'issue du contrôle de son assimilation, l'intéressé signe la charte des droits et devoirs du citoyen français. Cette charte, approuvée par décret en Conseil d’État, rappelle les principes, valeurs et symboles essentiels de la République française. »
Après une série de questions posées lors de l'entretien de naturalisation, le fonctionnaire de l'État transmet le dossier au préfet qui donne soit un avis favorable pour transmettre le dossier au ministère de l'Intérieur au vu d'une naturalisation par décret, soit un avis défavorable, dans ce dernier cas une lettre d'ajournement est adressée à l'intéressé par courrier.
Pour les personnes non titulaires d'un diplôme français supérieur au niveau IV ni du DELF, il a été créé un test simplifié de connaissance de la langue française réservé aux demandes de naturalisations et valables deux années : le test de connaissance du français pour l'accès à la nationalité française (TCF ANF).  
La principale raison des refus et des ajournements pour la naturalisation par décret reste le défaut d'insertion professionnelle.
Pour les naturalisations à partir du 1er janvier 2016, le décret de naturalisation est publié au Journal officiel électronique authentifié sur le site Légifrance.

### Perte de la nationalité française
Les cas et les modalités de perte de la nationalité française sont prévus par les articles 23 et suivants du Code civil,. Tout Français qui possède une autre nationalité peut demander expressément à « répudier » la nationalité française (art. 23-3, 23-4 et 23-5). Cette demande doit être validée par un jugement ou un décret selon les situations.
La perte de la nationalité française peut être constatée par jugement lorsqu'un Français (ou ses ascendants) n'a jamais eu sa résidence habituelle en France, ni fait état de sa nationalité, pendant cinquante ans (art. 23-6). De plus, une personne qui réside depuis plus de cinquante ans à l'étranger « ne sera pas admis à faire la preuve qu'[elle] a, par filiation, la nationalité française » si ni elle ni ses parents ne peuvent justifier avoir « eu la possession d'état de Français » (art. 30-3).
Le Français qui « se comporte en fait comme le national d'un pays étranger » (art. 23-7), c'est-à-dire « manifestant un défaut de loyalisme à l’égard de la France », ou qui n'a pas renoncé à exercer des fonctions auprès d'un État étranger malgré une demande du gouvernement français (art. 23-8), peut se voir retirer sa nationalité par décret en Conseil d'État.
La  France a signé la convention internationale limitant les cas d'apatridie, qui interdit explicitement de retirer la nationalité d'une personne qui n'en a qu'une, mais ne l'a pas ratifiée. De même, la convention européenne sur la nationalité de 1997, qui prévoit que « chaque individu a droit à une nationalité », a été signée mais non ratifiée par la France. Par ailleurs, l'article 15 de la Déclaration universelle des droits de l'homme stipule que « tout individu a droit à une nationalité »; mais ce texte a une portée juridique faible, pour le Conseil d'État il est dépourvu de valeur normative.
En conséquence, pour le constitutionnaliste Didier Maus, « juridiquement il n'y a pas de texte international qui engage la France à interdire l'apatridie ». Mais pour un autre constitutionnaliste, Dominique Rousseau, « sa simple signature [de la convention de 1961] engage [la France] à respecter l'esprit et le but du texte ».

### Déchéance de la nationalité française
L’article 25 du Code civil précise que la déchéance de nationalité française est possible pour une personne ayant « acquis la qualité de Français » (donc qui ne l'a pas obtenue par attribution), « condamnée pour un crime ou délit constituant une atteinte aux intérêts fondamentaux de la nation », pour « terrorisme », un « crime ou délit prévu au chapitre 2 du titre III du livre IV du code pénal » (espionnage, sédition, haute trahison militaire…) ; le fait de se soustraire « aux obligations résultant pour lui du code du service national » ou le fait de s’être « livré au profit d’un État étranger à des actes incompatibles avec la qualité de Français et préjudiciables aux intérêts de la France »,. L’article est déclaré conforme à la Constitution par le Conseil constitutionnel, dans une question prioritaire de constitutionnalité de janvier 2015,. Les faits doivent être commis au plus tard dix ans après la naturalisation, ou quinze ans en cas de terrorisme (art. 25-1).
Cette procédure est employée exceptionnellement,. Quatorze personnes ont été déchues de la nationalité française entre 1989 et 1998, sept entre 1998 et 2007[réf. nécessaire]. Questionné à ce sujet en 2010, Manuel Valls dénonce le débat concernant la déchéance de la nationalité comme « un débat nauséabond et absurde ».
L’article 23-7 du Code civil dispose que « le Français qui se comporte en fait comme le national d'un pays étranger peut, s'il a la nationalité de ce pays, être déclaré, par décret après avis conforme du Conseil d’État, avoir perdu la qualité de Français. » Cette disposition est issue d'un décret-loi du 12 novembre 1938 d'Édouard Daladier et reprise dans l'ordonnance du 19 octobre 1945 prise par Charles de Gaulle. Elle est jugée conforme par le Conseil d’État par la décision « Époux Speter » rendue le 7 mars 1958, puis le 20 mars 1964 (« Sieur et dame Cornakowski »). Le défaut de loyalisme à la France par l'allégeance à une entité étrangère, a été utilisé à 523 reprises entre 1949 et 1967 contre des binationaux dans le cadre de la Guerre froide. Les dispositions de l'article 23 s'appliquent aux Français par attribution et aux naturalisés.
Le 16 novembre 2015, François Hollande, président de la République, annonce au Parlement réuni en Congrès vouloir étendre la possibilité de déchéance de la nationalité aux binationaux nés Français, en plus des naturalisés. Pour cela, un nouvel article 3-1 serait rajouté à la Constitution du 4 octobre 1958 mais le gouvernement se heurte à un fort scepticisme des députés socialistes, certains d'entre eux condamnant une reprise de « l’une de ses mesures phares » au Front national. Selon différents sondages réalisés en 2015, une majorité des Français se déclare favorable à la déchéance de nationalité des terroristes binationaux,,.
Le 30 mars 2016, François Hollande annonce l'abandon du projet de loi sur la déchéance à la suite d'une discussion avec le président de l'Assemblée nationale, Claude Bartolone (PS) et le président du Sénat, Gérard Larcher (LR) après que le Sénat a présenté un projet de loi modifié,. Entre-temps, le 23 décembre, le hashtag #JeSuisBinational a été créé par le journaliste franco-marocain Ali Baddou à l'occasion d'un tweet (« J'ai toujours pensé qu'avoir deux nationalités était une richesse. Aujourd'hui je découvre que c'est un problème ») et a été repris par d'autres binationaux.

### Preuve de nationalité
Face à l'administration, la charge de la preuve de la possession de la nationalité française incombe toujours à la personne, sauf si elle dispose d'un certificat de nationalité française qui fait foi jusqu'à une décision judiciaire contraire (art. 30 et 31-2 du Code civil). Ce certificat est établi par une autorité judiciaire : le directeur des services de greffe judiciaires ou le président du tribunal judiciaire territorialement compétent. Il ne peut être remis en cause que par un jugement d'un tribunal de même niveau.
D'après Maurice Maschino en 2002, les personnes ayant un ascendant étranger ou qui sont nées à l'étranger peuvent, à l'occasion du renouvellement de documents d'identité, être contraintes de fournir un certificat de nationalité française. Sa délivrance peut être longue, ce qui est jugé « ubuesque et discriminatoire » en 2010 par le documentariste Daniel Karlin et la Ligue des droits de l'homme (LDH) qui ont ainsi lancé une pétition pour l'abrogation du décret du 30 décembre 2005.
Pour la plupart des procédures administratives, la production d'une carte d'identité suffit cependant à justifier de la possession de la nationalité française.

### Conservation de nationalité
Ont conservé la nationalité française :
- les Français originaires du territoire de la République française, tel qu'il était constitué à la date du 28 juillet 1960, et qui étaient domiciliés au jour de son accession à l'indépendance sur le territoire d'un État qui avait eu antérieurement le statut de territoire d'outre-mer de la République française[98] ;
- en vertu de l'article 1er de l'ordonnance du 21 juillet 1962[99], codifiée à l'article 32-1 du Code civil, les Français de statut civil de droit commun domiciliés en Algérie au 3 juillet 1962[99], date de l'annonce officielle des résultats du scrutin d'autodétermination, quelle que soit leur situation au regard de la nationalité algérienne[100].

## Dénombrement
Les  « personnes ayant la nationalité française » résident pour une part sur le territoire français (62,2 millions), pour une autre part à l'étranger (2,5 millions). Début 2020, leur nombre est donc estimé à 64,7 millions de personnes.

### En France
Le nombre de « personnes ayant la nationalité française » et résidant en France peut être estimé en 2020 à 92,4 % de la population totale, estimée en France métropolitaine + DOM et COM à 67 287 241 personnes résidant en France, soit 62 173 400 personnes.

### Hors de France
Au 31 décembre 2020, 1 594 303 citoyens français étaient inscrits au registre mondial des Français établis hors de France ; les informations fournies par le ministère de l'Europe et des Affaires étrangères, n'étant pas complètes puisqu'elles se basent sur des déclarations volontaires faites par les résidents français à l'étranger, le ministère estime que leur nombre est de l'ordre de 2,5 millions,.

### Acquisition de la nationalité française
En 2023, 97 288 personnes ont obtenu la nationalité française, en baisse de 15,0 % par rapport à 2022, de 24 % par rapport au pic de 2021 et de 32 % par rapport à celui de 2010. Elles se répartissent en 40 064 par décret, 51 105 par déclaration et 2 119 sans formalités. Parmi celles-ci, 19 455 ont été obtenues par mariages et 32 533 correspondent à des déclarations anticipées (mineurs de 13 à 17 ans).

Évolution des acquisitions de la nationalité française entre 2008 et 2023.

|                                     | 2016    | 2017    | 2018    | 2019    | 2020   | 2021    | 2022    | 2023   |
| ----------------------------------- | ------- | ------- | ------- | ------- | ------ | ------- | ------- | ------ |
| A.Par décret                        | 68 067  | 65 654  | 55 830  | 49 671  | 41 927 | 75 249  | 60 556  | 40 064 |
| B.Par déclaration                   | 49 017  | 46 672  | 52 350  | 58 308  | 41 234 | 50 939  | 51 411  | 55 105 |
| dont mariage                        | 20 702  | 17 476  | 21 000  | 25 262  | 18 223 | 17 280  | 16 465  | 19 455 |
| Déclarations anticipées (13-17 ans) | 27 100  | 27 501  | 29 340  | 30 041  | 20 826 | 30 749  | 32 020  | 32 533 |
| C.Acquisitions sans formalité       | 2 068   | 1 948   | 1 834   | 1 842   | 1 703  | 2 372   | 2 516   | 2 119  |
| Total (A+B+C)                       | 119 152 | 114 274 | 110 014 | 109 821 | 84 864 | 128 560 | 114 483 | 97 288 |

## Double nationalité
En principe, la possession d’une ou de plusieurs autres nationalités n’a pas  d’incidence sur la nationalité française puisque la France a dénoncé le chapitre I de la Convention du Conseil de l’Europe du 6 mai 1963 sur la réduction des cas de pluralité de nationalités et sur les obligations militaires en cas de pluralité de nationalité. Ainsi, depuis le 5 mars 2009, l’acquisition volontaire de la nationalité d’un des États signataires à cette convention par un citoyen français n’entraîne plus de plein droit la perte de la nationalité française. Sur le plan des droits et devoirs liés à la citoyenneté, la France ne fait aucune distinction entre les binationaux et les autres Français. Toutefois, un Français binational ne peut en général pas faire prévaloir sa nationalité française auprès des autorités de l’autre État dont il possède aussi la nationalité lorsqu'il réside sur son territoire. Il est alors généralement considéré par cet État comme son ressortissant exclusif.
Contrairement aux nombreuses attaques contre le droit du sol en Europe, et surtout en France, la plupart des binationaux le sont « d’origine », par le droit du sang, car issus de parents d'origine différente. De plus, les individus nés avec deux nationalités bien souvent ne peuvent de toute façon pas y renoncer, tels les Franco-Algériens ou Franco-Tunisiens de naissance. Le code algérien de la nationalité n’autorise en effet pas les individus nés avec au moins deux nationalités dont l’algérienne à renoncer à cette dernière. Le droit tunisien est encore plus restrictif et ne prévoit aucun mécanisme de renoncement délibéré à la nationalité. Dans le droit marocain par contre, les personnes nées binationales peuvent perdre leur nationalité si elles y sont autorisées par décret.

## Droits et devoirs liés à la nationalité française

### Droits
La nationalité française permet :
- de résider sur le territoire français ;
- de bénéficier des services de tous les ministères français, et à l'étranger des services attachés aux représentations diplomatiques et aux consulats ;
- de ne pas pouvoir être extradé, expulsé, ou interdit du territoire français ;
- de ne pas voir son conjoint étranger expulsé ou interdit du territoire si le mariage date de plus de respectivement deux et trois ans et s'est accompagné d'une communauté de vie ;
- de pouvoir obtenir d'effectuer une peine en France lorsque la condamnation définitive a été prononcée par une juridiction étrangère ; et
- de bénéficier de toutes les aides sociales et assistances prévues pour les Français, tels que :
  - assistance judiciaire à l'étranger ;
  - de faire appliquer la loi française lorsque l'on est victime à l'étranger d'un crime ou d'un délit puni d'emprisonnement par le code pénal français[108] ;
  - de bénéficier des services de l'Agence pour l'enseignement français à l'étranger[réf. nécessaire] ;
- d'être électeur, et éligible aux emplois et aux services publics, y compris les emplois dans la fonction publique  de tous les pays européens :
  - participer à un tribunal militaire (magistrat, greffier, huissier de justice) ;
  - être assesseur dans un tribunal ;
  - être assesseur d'un tribunal du contentieux de l'incapacité, de la Cour nationale de l'incapacité et de la tarification de l'assurance des accidents du travail de la Sécurité sociale ;
  - participer à une commission départementale de conciliation des impôts ;
  - être membre de la commission nationale de la négociation collective (conventions collectives du travail), d'une commission de conciliation, être médiateur[réf. nécessaire] ;
  - être fonctionnaire, toutefois, depuis le traité de Maastricht, les droits garantis aux citoyens de l'Union incluent la liberté de circuler et de résidence à travers l’Union et d'occuper n'importe quel poste (y compris fonctionnaire national à l'exception des militaires, policiers et magistrats)[109] ;
  - avoir le droit de vote et être éligible à toutes les élections locales et nationales (les conseillers municipaux élus étrangers ne peuvent pas participer aux élections sénatoriales, et ne peuvent pas être élus maire ou adjoint du maire) ;
  - être titulaire d'une licence IV de débit de boissons ;
  - être lieutenant de louveterie (chasse).

La citoyenneté européenne ou la nationalité d'un pays ayant des accords spécifiques avec la France ou l'Union européenne est requise pour :
- exercer la profession de médecin, de chirurgien-dentiste, de sage-femme, de vétérinaire ou de pharmacien (sauf dérogation) ;
- tenir un débit de boissons alcoolisées (bar) ;
- être courtier d'assurance ;
- être inscrit sur la liste des conseils en propriété industrielle,
- bénéficier d'une concessions et cessions pour l'aménagement et la mise en valeur agricole des terres domaniales ;
- avoir le droit de vote et être éligible aux élections communales ;
- diriger ou gérer une régie de pompes funèbres[réf. nécessaire] ;
- être directeur d'un office de tourisme de station classée ;
- être membre d'un tribunal paritaire de baux ruraux ;
- être administrateur d'une société coopérative agricole ou mandataire d'une telle société au conseil d'administration d'une union de coopératives ;
- sous réserve d'agrément par le représentant de l'État et le procureur de la République, exercer des contrôles visuels de bagages à main, palpations de sécurité de personnes consentantes, fouilles de navires ou d'aérogares sous la responsabilité d'un officier de police judiciaire (agents de sécurité).

Un certain nombre de droits s'appliquent aux personnes qui résident en France, françaises ou non, comme les droits sociaux, de salariés, etc.

### Devoirs[110]
La nationalité française oblige :
- à se soumettre à toutes les dispositions du Code civil français en matière de majorité, émancipation, mariage, testament, successions, etc. ;
- à se faire recenser pour le service national, et à participer à la Journée défense et citoyenneté.
- à respecter le principe de fraternité entre les citoyens.
- à payer ses impôts et participer à l'effort commun pour financer les services publics.
- à être juré en matière de justice si on est sollicité lors d'un procès de cours d'assises.

Pour les véhicules et les personnes morales :
- les avions de nationalité française doivent respecter les règles de vol françaises, même à l'étranger, à condition que celles-ci soient compatibles avec les règles du pays en question.

## Divers

### Point de vue des sociologues
Selon Patrick Weil, les Français partagent « quatre piliers qui semblent constituer le code sociopolitique de la France pour les Français et aux yeux du monde » :
- le principe d'égalité, facteur d'indifférenciation et d'émancipation ;
- la mémoire positive de la Révolution française, facteur d'universalisme ;
- la langue française, facteur d'unification culturelle ; et,
- la laïcité, facteur de tolérance religieuse et condition de la liberté de conscience.

Ces piliers sont « forces et facteurs d’unification et de transformation, [ils] représentent l’indifférenciation — l’assimilation — à laquelle chacun aspire dans certaines situations autant que le respect de sa particularité dans d’autres. Et ces piliers ont suscité d’autant plus d’adhésion qu’ils ont souvent été mis en œuvre dans la reconnaissance de cette diversité des Français, dans un équilibre qui offre la possibilité de circuler entre des identités composées ».